# Johannes Nepomuk
Johannes Nepomuk (tjeckiska Jan Nepomucký), född omkring 1350 i Nepomuk i Böhmen, död 20 mars 1393 i Prag, var en böhmisk präst och martyr. Han är Böhmens nationalhelgon.

## Martyr och helgon
Johannes Nepomuk torterades och dödades och kastades i floden Moldau (Vltava) från Karlsbron. Orsaken är något oklar och det finns flera teorier. En är att huvudorsaken var den Västliga schismen och fiendskapen mellan kung Wencel IV och ärkebiskopen. Johannes stod nära ärkebiskopen och när ärkebiskopen flydde blev kungens fiendskap riktat mot Johannes. Andra källor hävdar att Johannes hade fräckheten att kritisera kungen. En tredje teori är att Johannes vägrade kungen att avslöja sin bikt med drottningen.
Bohuslav Balbín har stor förtjänst i utvecklingen av helgonlegenden om Johannes Nepomuk. Nepomuk blev kanoniserad 1729 och anropas mot förtal och vattenolyckor. Nepomuk är begraven i Sankt Vitus-katedralen i Prag i en praktfull sarkofag av silver. 

## Altartavlan i Virsbo kyrka
Det är en kult runt Johannes Nepomuk i centrala Europa med byggnader, statyer, konstverk och altartavlor. Det finns en altartavla föreställande Johannes Nepomuk i Virsbo kyrka i Surahammars kommun. Kyrkan som är förhållandevis ung var färdigbyggd och invigdes 1937. Man trodde att tavlan skildrar Kristi himmelsfärd. År 2008 misstänkte man att motivet nog inte var Kristi himmelsfärd, utan att det var en martyr, eftersom huvudpersonen är iklädd blå mantel, istället för vit dräkt. Bron syntes nere i högra hörnet och eftersom ursprunget Böhmen var känt, väcktes misstankar om att det var just Johannes Nepomuk som avbildats. Altartavlan/altaruppsatsen konserverades 2013. Lös färg fästes på både altaruppsatsen och tavlan. Tavlan fernissades om och när den nya fernissan lades på, framträdde människorna både på bron och kroppen i fallet ned i vattnet. Då var det inte längre någon tvekan om att det föreställde Johannes Nepomuk. Det som faktiskt skiljer denna tavla från andra avbildningar av Johannes Nepomuk är att på tavlan i Virsbo saknas stjärnglorian (fem stjärnor som omger huvudet) vilket är vanligt på andra avbildningar. Däremot finns en fläck på tavlan, till vänster om huvudpersonens huvud. En av änglarna som befinner sig i skugga, håller upp något som är övermålat. Altartavlan skildrar alltså den böhmiske prästen Johannes Nepomuks martyrdom. 

## Altartavlor

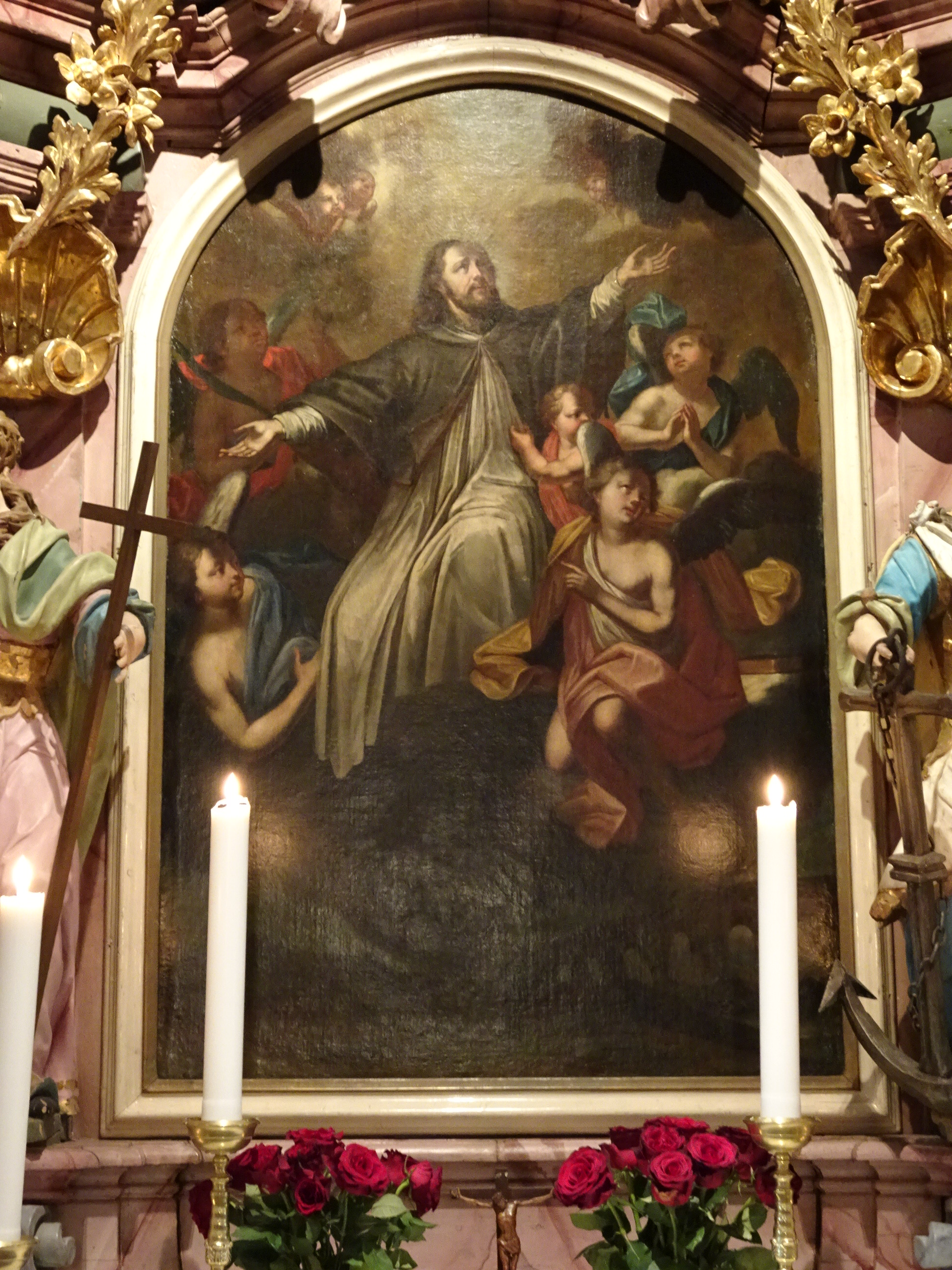
Altartavlan i Virsbo kyrka med Johannes Nepomuk
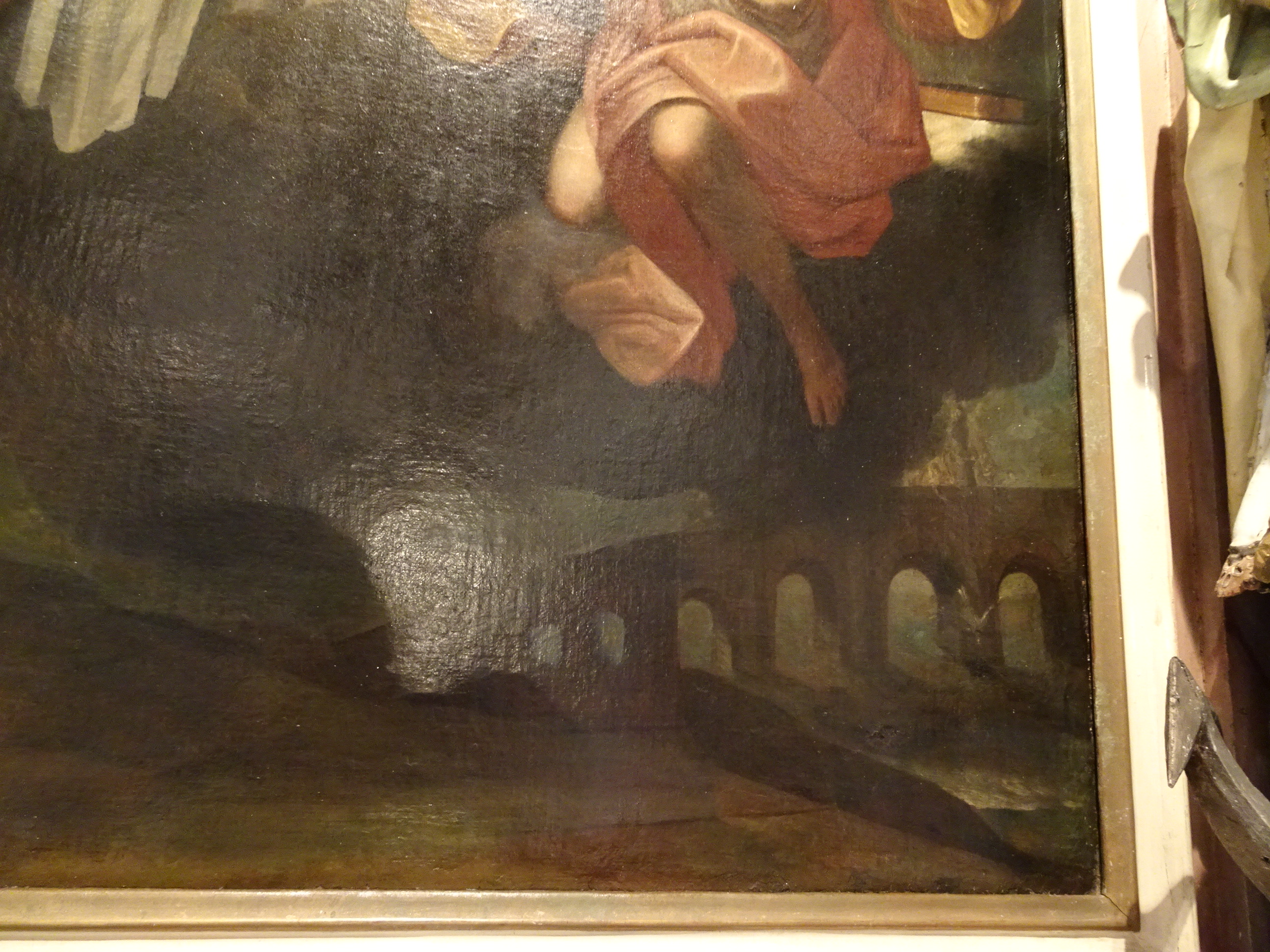
Detalj av altartavlan i Virsbo visande bron i Prag när Johannes Nepomuk slängs i floden.
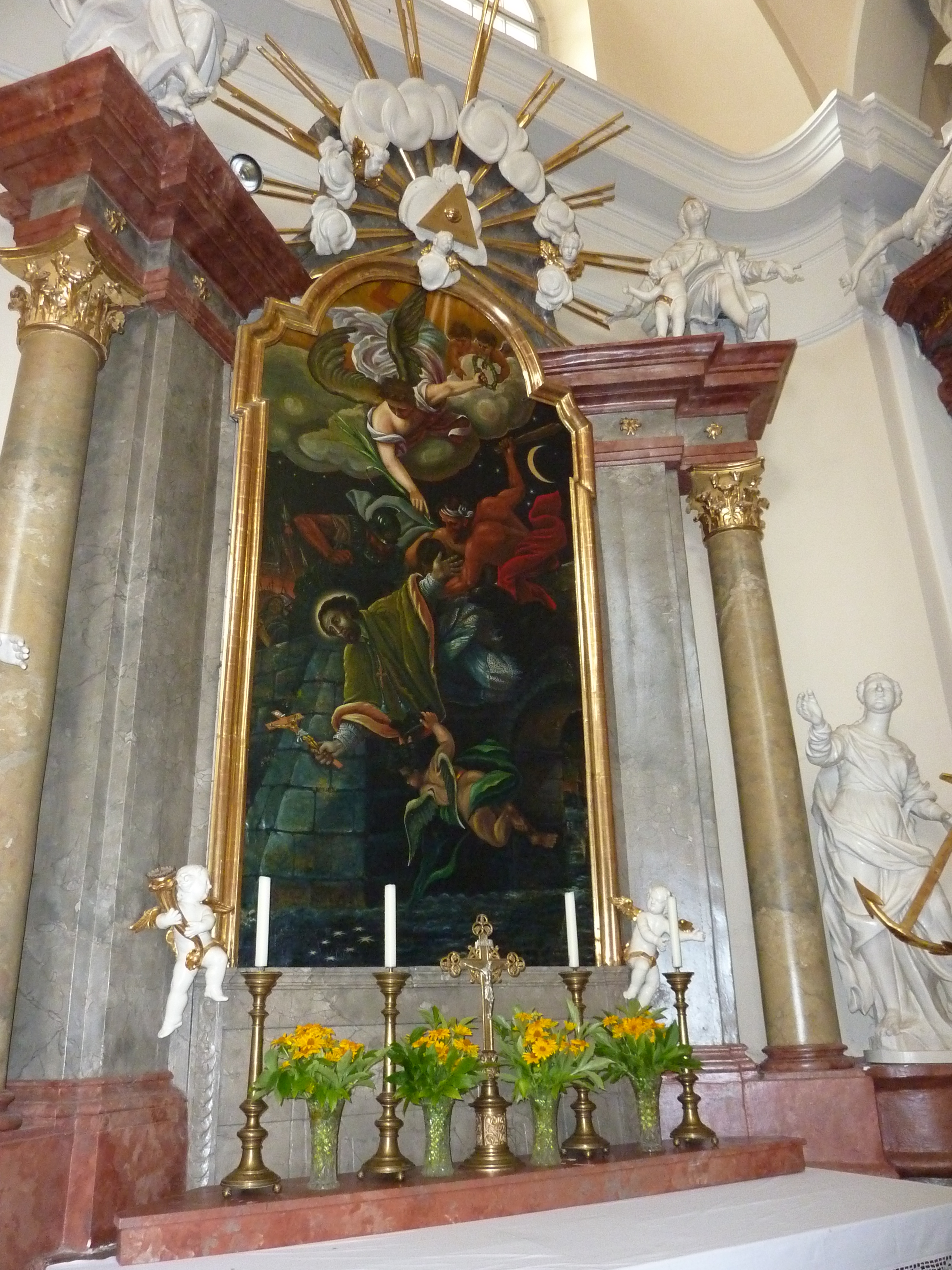
Altartavla liknande den i Virsbo från församlingskyrkan i Etsdorf am Kamp i Grafenegg i Österrike.